# Kazābād
Kazābād (persiska: سُرخِه ليجِه, كَز آباد, سرخه لیجه, Sorkheh Lījeh, سَر خَليجِه, کزآباد) är en ort i Iran.   Den ligger i provinsen Ilam, i den västra delen av landet, 500 km sydväst om huvudstaden Teheran. Kazābād ligger 926 meter över havet och antalet invånare är 234.
Terrängen runt Kazābād är kuperad åt sydväst, men åt nordost är den platt.Runt Kazābād är det ganska tätbefolkat, med 52 invånare per kvadratkilometer. Närmaste större samhälle är Shāhzādeh Moḩammad, 8,5 km öster om Kazābād. Omgivningarna runt Kazābād är i huvudsak ett öppet busklandskap.